# خال هندو (فیلم ۱۹۶۰)
خال هندو (به هندی: Bindya) و علامت قرمز (به انگلیسی: Vermilion Mark) فیلمی هندی محصول سال ۱۹۶۰ و به کارگردانی کریشنان-پانجو است. در این فیلم بازیگرانی همچون بالراج ساهنی، پادمینی، آچالا ساچدف، لالیتا پاوار و اوم پراکاش ایفای نقش کرده‌اند.